# ヘンク・アロン

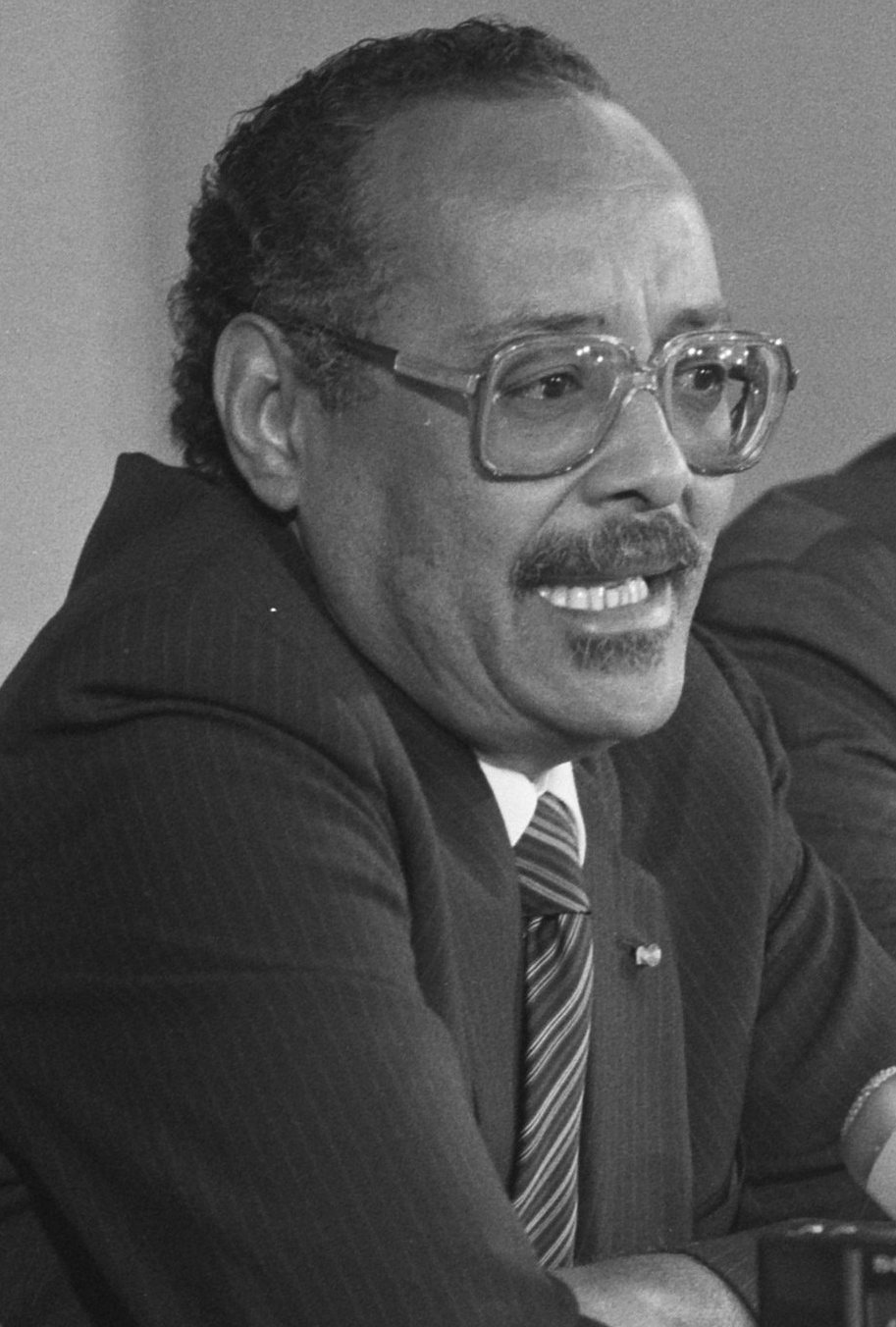
ヘンク・アロン (1988)

ヘンク・アルフォンサス・ウジェーヌ・アロン（オランダ語: Henck Alphonsus Eugène Arron、1936年4月25日 - 2000年12月4日）は、スリナムの政治家。元首相。スリナム独立に重要な役割を果たした。

## 生涯
パラマリボ出身。スリナム国民党 (NPS) に所属し。彼は1973年12月24日から1980年2月25日まで首相を務めたが、デシ・ボーターセ率いる軍事クーデターによって失脚。1987年、アロンはスリナム副大統領に選出され、1990年12月にクーデターによって政権が倒されるまでその職を務めた。
2000年12月4日、オランダのアルフェン・アーン・デン・レインで64歳で逝去。